# آلان رينيه
آلان رينيه (بالفرنسية: Alain Resnais)‏ (و. 1922 – 2014 م) هو مخرج سينمائي، ومصور سينمائي، ومونتير، وكاتب سيناريو، وممثل من فرنسا . ولد في فان .
توفي في باريس .

## التعليم
تعلم في Institut des hautes études cinématographiques، وCours Simon

## جوائز وترشيحات
حصل على جوائز منها:
- European Film Academy Critics Award، عن عمل:مخاوف خاصه في الاماكن العامه (2007)
- جائزة سيزر لأفضل فيلم، عن عمل:قديم نفس الاغنيه (1998)
- Louis Delluc Prize، عن عمل:قديم نفس الاغنيه (1997)
- جائزة سيزر لأفضل فيلم، عن عمل:Smoking/No Smoking (1994)
- جائزة سيزر لأفضل مخرج، عن عمل:Smoking/No Smoking (1994)
- Louis Delluc Prize، عن عمل:Smoking/No Smoking (1993)
- David Luchino Visconti (1987)
- قالب:سيزر التكريمية (1981)
- جائزة سيزر لأفضل مخرج، عن عمل:Providence (1978)
- جائزة سيزر لأفضل فيلم، عن عمل:Providence (1978)
- Louis Delluc Prize، عن عمل:The War Is Over (1966)
- Sutherland Trophy، عن عمل:Muriel (1963)
- United Nations Awards، عن عمل:هيروشيما حبي (1961)
- جائزة الأسد الذهبي، عن عمل:العام السابق في مارينباد (1961).

ترشح لـ:
- Carrosse d'or (2014)
- جائزة سيزر لأفضل فيلم، عن عمل:العشب البري (2010)
- César Award for Best Adaptation، عن عمل:العشب البري (2010)
- European Film Academy Critics Award، عن عمل:مخاوف خاصه في الاماكن العامه (2007)
- جائزة سيزر لأفضل مخرج، عن عمل:مخاوف خاصه في الاماكن العامه (2007)
- جائزة سيزر لأفضل فيلم، عن عمل:Not on the Lips (2004)
- جائزة سيزر لأفضل مخرج، عن عمل:Not on the Lips (2004)
- جائزة سيزر لأفضل فيلم، عن عمل:قديم نفس الاغنيه (1998)
- جائزة سيزر لأفضل مخرج، عن عمل:قديم نفس الاغنيه (1998)
- جائزة سيزر لأفضل فيلم، عن عمل:Smoking/No Smoking (1994)
- جائزة سيزر لأفضل مخرج، عن عمل:Smoking/No Smoking (1994)
- جائزة سيزر لأفضل مخرج، عن عمل:Mélo (1987)
- جائزة سيزر لأفضل فيلم، عن عمل:Mélo (1987)
- جائزة سيزر لأفضل مخرج، عن عمل:L'Amour à mort (1985)
- جائزة سيزر لأفضل فيلم، عن عمل:L'Amour à mort (1985)
- جائزة سيزر لأفضل فيلم، عن عمل:My American Uncle (1981)
- جائزة سيزر لأفضل مخرج، عن عمل:My American Uncle (1981)
- جائزة سيزر لأفضل فيلم، عن عمل:Providence (1978)
- جائزة سيزر لأفضل مخرج، عن عمل:Providence (1978)
- Hugo Award for Best Dramatic Presentation، عن عمل:العام السابق في مارينباد (1963)
- جائزة البافتا لأفضل فيلم، عن عمل:العام السابق في مارينباد (1963)
- United Nations Awards، عن عمل:هيروشيما حبي (1961)
- United Nations Awards، عن عمل:Night and Fog (1961)
- جائزة البافتا لأفضل فيلم، عن عمل:هيروشيما حبي (1961)
- Directors Guild of America Award for Outstanding Directing – Feature Film، عن عمل:هيروشيما حبي (1960).

## روابط خارجية
- آلان رينيه على موقع IMDb (الإنجليزية)
- آلان رينيه على موقع الموسوعة البريطانية (الإنجليزية)
- آلان رينيه على موقع مونزينجر (الألمانية)
- آلان رينيه على موقع قاعدة بيانات الأفلام العربية
- آلان رينيه على موقع ألو سيني (الفرنسية)
- آلان رينيه على موقع أول موفي (الإنجليزية)
- آلان رينيه على موقع قاعدة بيانات الأفلام السويدية (السويدية)
- آلان رينيه على موقع إن إن دي بي (الإنجليزية)
- آلان رينيه على موقع ديسكوغز (الإنجليزية)
- آلان رينيه على موقع قاعدة بيانات الفيلم (الإنجليزية)